# نفرین کروسیبل

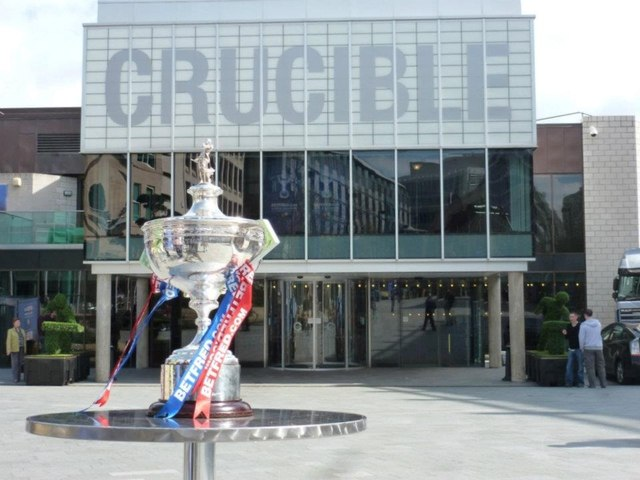
جام قهرمانی جهانی اسنوکر که ظاهراً بدون مراقبت در خارج از سالن Crucible Theatre رها شده است.

نفرین کروسیبل (انگلیسی: Crucible curse) به ناتوانی قهرمانان تازهٔ اسنوکر در جهان برای دفاع از عنوان قهرمانی‌شان در سالن کروسیبل اشاره دارد. از سال ۱۹۷۷ که مسابقات جهانی اسنوکر در این سالن تئاتر برگزار می‌شود هیچ اسنوکربازی که برای نخستین بار قهرمان شده نتوانسته سال بعد قهرمانی‌اش را تکرار کند. این پدیده در رسانه‌ها به نفرین‌شدگی کروسیبل موسوم شده و ۱۷ اسنوکرباز تاکنون آن را تجربه کرده‌اند.
آخرین اسنوکربازی که موفق به دفاع از نخستین عنوان قهرمانی جهان خود شد جان پولمن بود که سال ۱۹۶۴ موفق به این کار شد. در آن دوران قهرمان بازی‌ها در مسابقه چالشی (challenge match) تعیین می‌شد و مسابقات هنوز به سالن کروسیبل منتقل نشده بود.